# 鈴木武夫
鈴木 武夫（すずき たけお、1931年11月5日 - 2025年1月23日）は、日本の教育者・学校経営者。学校法人鶴岡学園元理事長。
福島県出身。1954年大東文化大学文政学部卒業。卒業後、専門商社に入社。1957年日本私立短期大学協会に入職。1969年学校法人鶴岡学園理事に就任。その後、日本私立短期大学協会常任理事・事務局長を歴任。1989年学校法人大東文化学園理事長（~1997年）。1997年一般財団法人大学・短期大学基準協会理事。2000年学校法人鶴岡学園理事長代行。2000年学校法人鶴岡学園7代理事長に就任。2001年北海道文教大学短期大学部7代学長（~2011年）。2002年北海道文教大学3代学長（~2018年）。2025年1月23日同理事長在職のまま逝去。2025年3月16日に学園葬が執り行われた。

## エピソード
1969年に学校法人鶴岡学園理事に就任時より鶴岡トシや高杉年雄などの理事長を補佐し、その後、自ら理事長職に就くと、抜本的な学校法人内改革を実施し、北海道文教大学を医療系総合大学に変革させた。

## 註解
1. ↑  著者プロフィール
2. ↑  “【訃報】学校法人鶴岡学園 理事長 鈴木武夫 逝去のお知らせ”. 北海道文教大学 (2025年1月24日). 2025年7月28日閲覧。
3. ↑  『鶴岡学園創立70年史』2012.6.8　p240
4. ↑  『鶴岡学園創立70年史』2012.6.8　p239
5. ↑  『鶴岡学園創立70年史』2012.6.8　p240
6. ↑  以上につき、鈴木武夫『大学　心得帳』ビジネス社　2019.12.1　奥付
7. ↑  “鈴木 武夫 前理事長 お別れの会 を執り行いました”. 北海道文教大学. 2025年7月28日閲覧。
8. ↑  鈴木武夫『大学　心得帳』ビジネス社　2019.12.1より